# HMS Regulus (N88)
Pour les autres navires du même nom, voir HMS Regulus.
Le HMS Regulus (pennant number : N88) est un sous-marin britannique de Classe Rainbow, construit pour la Royal Navy dans les années 1930.

## Conception
Les sous-marins de classe Rainbow ont été conçus comme des versions améliorées de la classe Parthian et étaient destinés à des opérations à long rayon d'action en Extrême-Orient. Les sous-marins avaient une longueur hors-tout de 87,5 m, une largeur de 9,1 m et un tirant d'eau moyen de 4,2 m. Ils avaient un déplacement de 1 800 tonnes en surface et 2 060 tonnes en immersion. Les sous-marins de classe Rainbow avaient un équipage de 56 officiers et matelots. Ils avaient une profondeur de plongée de 300 pieds (91,4 m).
Pour la navigation en surface, ces navires étaient propulsés par deux moteurs diesel de 2200 chevaux-vapeur (1 641 kW), chacun entraînant un arbre d'hélice. Une fois en immersion, chaque hélice était entraînée par un moteur électrique de 660 ch (492 kW). Ils pouvaient atteindre 17,5 nœuds (32,4 km/h) en surface et 9 nœuds (17 km/h) sous l’eau. Les navires avaient un rayon d'action de 7 050 milles marins (13 060 km) à 9,2 nœuds (17 km/h) en surface et de 62 milles marins (115 km) à 4 nœuds (7,4 km/h) en immersion.
Les navires étaient armés de six tubes lance-torpilles de 21 pouces (533 mm) à la proue et de deux autres à l’arrière. Ils transportaient six torpilles de rechargement, soit un total de quatorze torpilles. Ils étaient également armés d’un canon de pont de 4,7 pouces QF Mark IX (120 mm).

## Engagements
Le HMS Regulus fut construit par Vickers-Armstrongs à Barrow-in-Furness et lancé en 1930. Avant la Seconde Guerre mondiale, il était stationné avec la 4e flottille de sous-marins à la China Station, basée à Hong Kong.
Le HMS Regulus, ayant pour commandant le Lieutenant commander Frederick Basil Currie (RN), quitte Alexandrie le 23 novembre 1940 pour patrouiller dans le sud de la mer Adriatique. Il a été perdu avec tout son équipage le 6 décembre 1940 alors qu’il patrouillait au large de Tarente, en Italie. Selon toute vraisemblance, il a heurté une mine.